# Sanae Bank
Die Sanae Bank (englisch) ist eine 200 bis 400 m unter dem Meeresspiegel liegende submarine Bank in der Haakon-VII.-See vor der Prinzessin-Martha-Küste des ostantarktischen Königin-Maud-Lands.
Benannt ist sie seit Juni 1997 auf Vorschlag des Vermessungsingenieurs und Glaziologen Heinrich Hinze vom Alfred-Wegener-Institut in Anlehnung an die benachbarte südafrikanische SANAE-Station.